# Rawa Majid
Rawa Majid (pseud. Kurdyjski Lis, ur. 12 lipca 1986 w Iranie) – iracko-kurdyjski przestępca, dawniej mieszkający w Uppsali w Szwecji, od 2019 przebywający w Iraku i Turcji.

## Życiorys
Jest uważany za głównego przywódcę szwedzkiej organizacji przestępczej Foxtrot, współpracującej z innymi gangami (Bron, Zeron i May). Jest jedną z osób powiązanych z zamachami bombowymi i strzelaninami w Szwecji, zwłaszcza w regionie Sztokholmu i Uppsali, niejednokrotnie dokonywanymi przez dzieci i przynoszących ofiary wśród krewnych (w tym dzieciach) innych przestępców (np. z gangu Dalen z Enskededalen). Od sierpnia 2020 jest poszukiwany na arenie międzynarodowej w związku z poważnymi przestępstwami narkotykowymi i przygotowaniami do morderstwa. Należy do najbardziej poszukiwanych przestępców w Szwecji i największych hurtowników narkotykowych w tym państwie.
Z uwagi na inwestycje poczynione w Turcji uzyskał tamtejsze obywatelstwo (tzw. Złoty Paszport dający obywatelstwo w zamian za 400 000 dolarów), co chroni go przed ekstradycją do Szwecji, ponieważ Turcja nie wydaje swoich obywateli.

## Rodzina
Jest ojcem trójki dzieci.